# داعمة

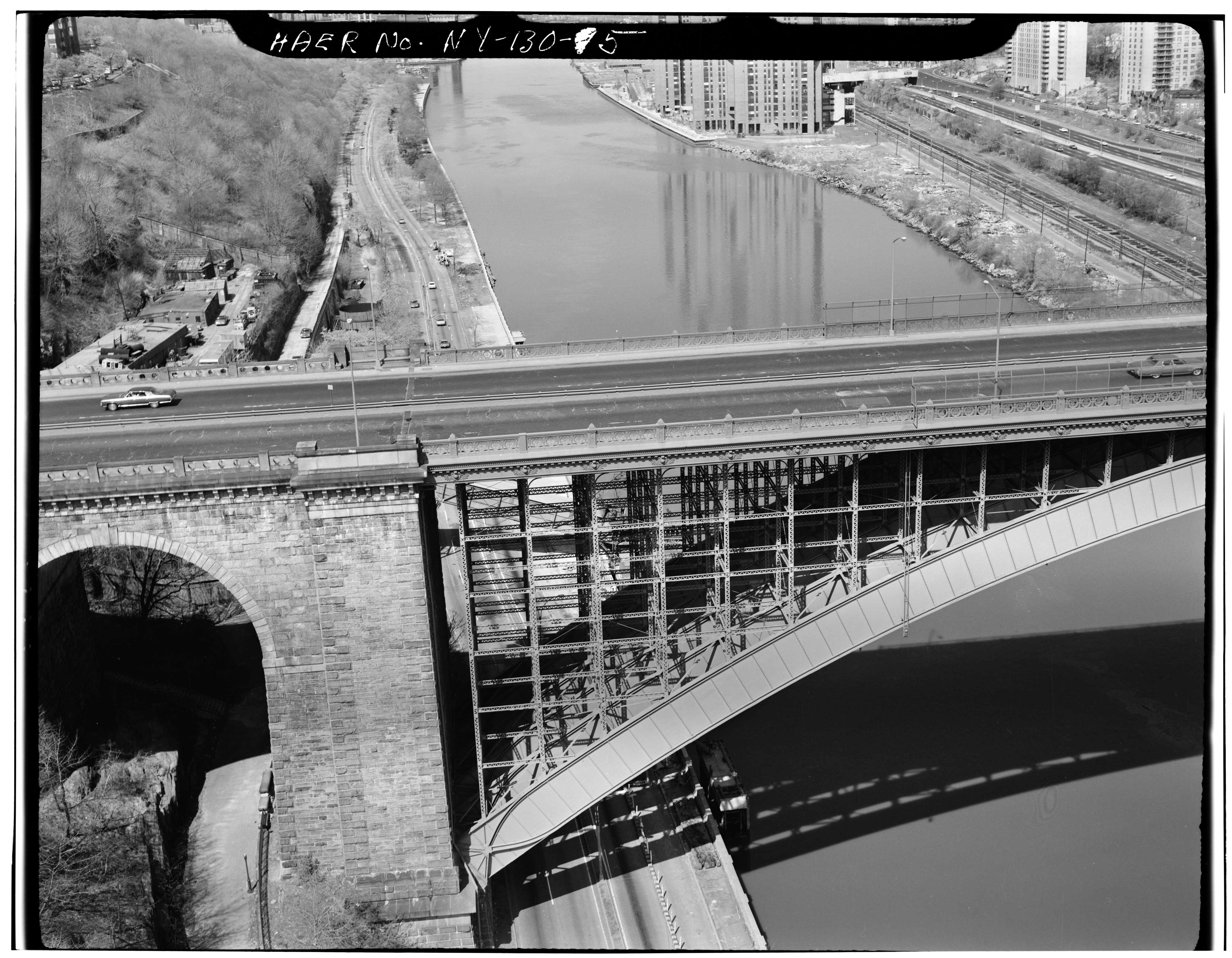
داعمة لقوس جسر فولاذي كبير

في الهندسة تشير الداعِمَة إلى البنية الفرعية في نهاية امتداد جسر أو سد، والتي تستند إليها البنية الأساسية للهيكل أو الوصلات. تملك الجسور ذات البحر الواحد داعمة عند كل طرف، ما يوفر دعمًا رأسيًا وجانبيًا للجسر، فضلًا عن العمل كحوائط لمقاومة الحركة الجانبية للتربة. تتطلب الجسور متعددة البحور روابط لدعم نهايات البحور غير المحمولة من الداعمات. وداعمات السد هي عمومًا جوانب الوادي، لكنها قد تكون اصطناعية مثل الموجودة في سد كوروبي في اليابان.